# Iurivka, Kozelșciîna
Iurivka (în ucraineană Юрівка) este un sat în comuna Vîsoka Vakulivka din raionul Kozelșciîna, regiunea Poltava, Ucraina.

## Demografie
Componența lingvistică a localității Iurivka
     Ucraineană (100%)
Conform recensământului din 2001, toată populația localității Iurivka era vorbitoare de ucraineană (100%).